# Maria Tudor (regina di Francia)
Maria Tudor (Richmond Palace, 18 marzo 1496 – Westhorpe Hall, 25 giugno 1533) nata principessa d'Inghilterra, divenne regina consorte di Francia come terza ed ultima moglie del re Luigi XII di Francia.

## Biografia

### Famiglia
Era la figlia quintogenita del re lancasteriano Enrico VII d'Inghilterra e della regina Elisabetta di York. Era sorella minore del re Enrico VIII, dunque zia dei re Edoardo VI d'Inghilterra, Maria I d'Inghilterra ed Elisabetta I d'Inghilterra.
La principessa Maria rimase orfana di madre a 7 anni; a 13 anni morì anche suo padre Enrico VII, a cui succedette il figlio di quest'ultimo Enrico VIII. Maria e il fratello erano profondamente legati, tanto che alla prima figlia, avuta da Caterina d'Aragona, il re avrebbe messo nome Maria.
La regina Caterina d'Aragona, con Enrico VIII, riuscì a mettere al mondo solo un bambino maschio (Enrico, duca di Cornovaglia) che morì presto e una bambina esile e malaticcia (Maria I).
Per Enrico quindi gli eventuali futuri figli di sua sorella Maria rappresentavano una delle poche speranze di continuità della dinastia. Maria ed Enrico avevano poi una sorella più grande, Margherita Tudor, che andò in sposa a Giacomo IV di Scozia. Tuttavia era stato stabilito che al trono d'Inghilterra fossero esclusi di diritto sovrani stranieri. Ciò infatti avrebbe scritto poi Enrico nel suo testamento.

### Regina di Francia

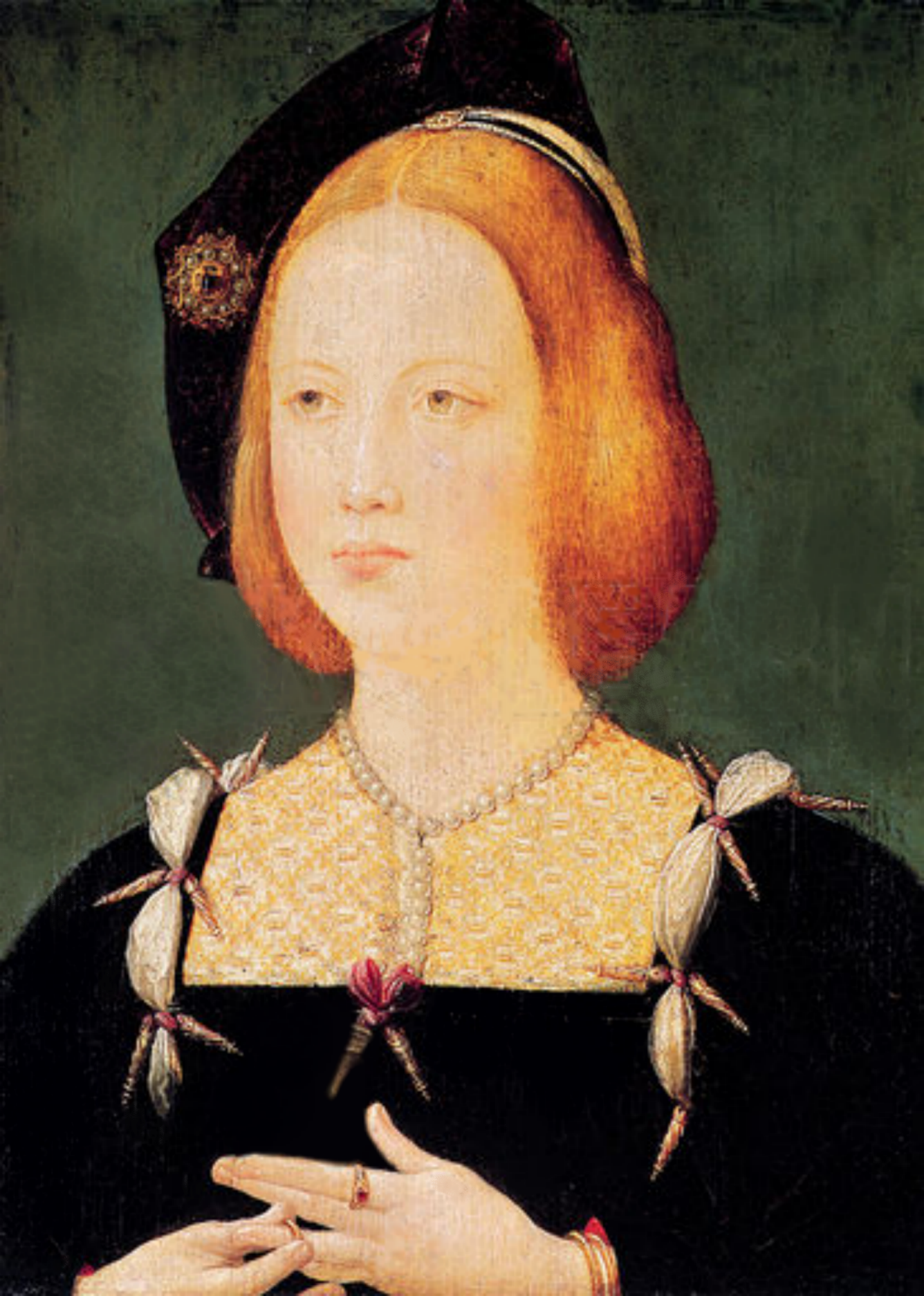
Ritratto di Maria come Regina di Francia, Jean Perréal, 1514

Nella complessa politica seguita dai vari Stati, il matrimonio rivestiva un mezzo per evitare ulteriori guerre e creare pace e alleanze. Fu così che, dopo aver sconfitto i francesi, Enrico nel 1514 decise di dare in sposa Maria, appena diciottenne, a Luigi XII di Francia, vedovo e di oltre trent'anni più vecchio rispetto alla giovane sposa.
La ragazza, che era innamorata e prima fidanzata di Carlo V, nipote di Ferdinando II di Aragona, accettò questo progetto matrimoniale a malincuore, ponendo però come condizione che, quando fosse rimasta vedova (cosa che si presumeva sarebbe avvenuta in breve tempo considerando l'età e la salute del promesso sposo), avrebbe poi sposato chiunque lei volesse. Per rendere ancor più allettante il matrimonio, lo sposo aveva promesso a Maria di ricoprirla di gioielli.
Durante la traversata della Manica, la flotta che trasportava il seguito nuziale della principessa subì una violenta tempesta: delle 14 navi che salparono il 2 ottobre 1514 da Dover, solo 4 raggiunsero la meta, Boulogne. Al momento dello sbarco, inoltre, la nave con a bordo la sposa si incagliò alla bocca del porto e Maria dovette essere trasportata a braccia. Tra il seguito inglese vi erano anche due dame all'epoca sconosciute: le sorelle Maria e Anna Bolena.
Dopo il problematico sbarco, da quando gli sposi si incontrarono per la prima volta ad Abbeville, il 9 ottobre 1514, Maria ricoprì il suo ruolo come sposa diligente e premurosa. Si prese cura del marito, malato, e quando lui morì, lo pianse sinceramente. Il matrimonio nel complesso durò meno di tre mesi, perché Luigi XII morì il primo gennaio 1515.

### Il secondo matrimonio

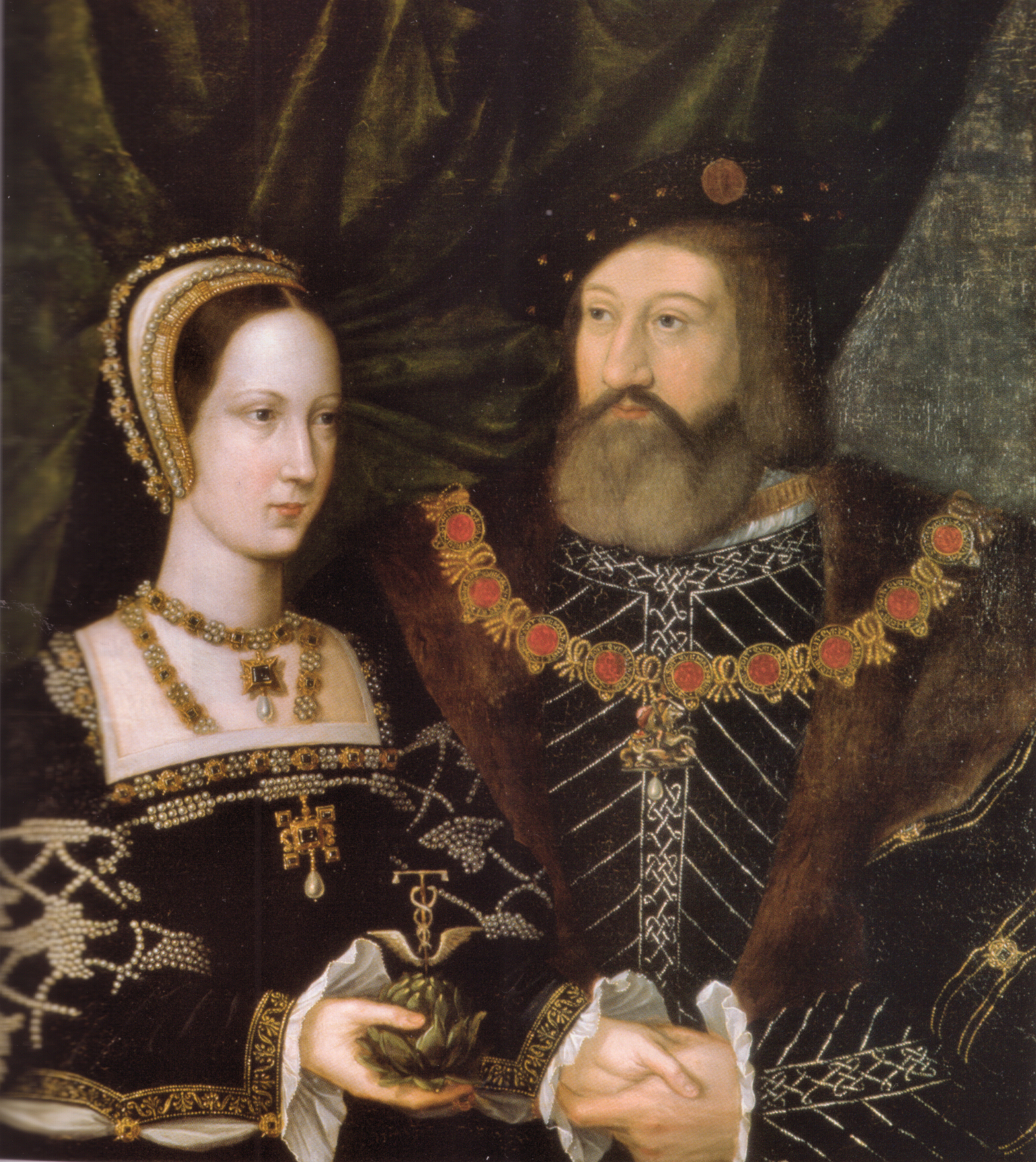
Maria Tudor e Charles Brandon.

Alla corte francese Maria aveva avuto modo di conoscere Charles Brandon, duca di Suffolk, che si trovava lì in missione diplomatica. La ragazza, rimasta vedova, memore della promessa del fratello, volle lui come futuro marito. Sebbene la prospettiva di un matrimonio regale fosse alquanto allettante, Brandon era però grandissimo amico di Enrico e quindi non intendeva compiere nessun atto senza il suo formale consenso. Il matrimonio tra una principessa e un suddito divenuto nobile di recente poneva dei problemi. La scaltra e testarda Maria, tra scenate, lacrime e minacce, riuscì a convincere il duca a sposarla.
Appena i due sposi tornarono in Inghilterra, Enrico VIII avrebbe voluto giustiziare il cognato per il tradimento subito. Tuttavia era troppo legato a entrambi per prendere una simile decisione. Quando nacque il primo figlio, Maria fu lieta di chiamarlo come l'adorato fratello.

### Il divorzio di Enrico VIII
All'epoca in cui Enrico stava pensando a come ripudiare Caterina, Brandon aveva invece problemi con la prima moglie. Prima di Maria, egli aveva infatti sposato Margaret Neville, vedova Mortimer. Stancatosi di lei, aveva chiesto una dispensa papale che gli consentisse il divorzio, sulla base del fatto che tra i coniugi vi era una stretta parentela. La richiesta venne accolta e il duca poté sposare Anne Brown e poi Maria.
Margaret però continuò in seguito a minacciare la legalità del terzo matrimonio e quindi la legittimità al trono d'Inghilterra dei figli avuti da Maria. La faccenda fu risolta dall'astuto cardinale Thomas Wolsey, consigliere di Enrico, che anche in passato aveva risolto non pochi problemi legali a Brandon.
Fu anche grazie all'esperienza dell'amico che Enrico si sentì fiduciosamente legittimato a divorziare da Caterina. Tuttavia Maria era molto affezionata alla cognata, ammirata da tutti a corte, e non accettò mai il divorzio del fratello e soprattutto il matrimonio con Anna Bolena, definita dalla sua famiglia, una sgualdrina.
Il disprezzo nei confronti della seconda moglie del fratello si tramutò in vero e proprio odio quando Anna accusò Brandon di incesto con la figlia. Maria non mancò quindi di assalirla verbalmente, cosa che invece poteva risultare fatale agli altri cortigiani costretti quindi a sopportare i soprusi della nuova regina in silenzio. Per vendicare l'affronto subito dalla nipote, lo zio di Anna, il duca di Norfolk, non potendo attaccare direttamente l'amata e protetta sorella del re, diede ordine di assassinare i seguaci di Brandon nell'abbazia di Westminster. Brandon a sua volta voleva vendicarsi uccidendo i sicari ma Enrico intervenne in tempo per evitare altre stragi.

### Morte
Maria morì a 37 anni. Sei settimane dopo la sepoltura, Brandon diede scandalo risposandosi per la quarta volta: la sposa era la quindicenne Catherine Willoughby, precedentemente fidanzata con suo figlio Henry e di cui Brandon era anche tutore legale. Da lei ebbe due figli, entrambi morti bambini di malattia, a poche ore l'uno dall'altro. 
Nel testamento di Edoardo VI furono cancellati i nomi di Maria ed Elisabetta, figlie di Enrico, e sostituite con i discendenti di Frances Brandon (Jane, Catherine e Mary Grey) e, in mancanza di eredi, con i figli di Eleanor Brandon (Margaret Clifford).
Alla morte di Edoardo, la corona passò dunque a Jane Grey ma Maria, figlia di Enrico VIII, rivendicò i suoi diritti ereditari: le strappò il titolo e la fece giustiziare.

## Discendenza
Da Charles Brandon, Maria ebbe due figli e due figlie:
- Henry Brandon (11 marzo 1516 - 1522);
- Frances Brandon (16 luglio 1517 – 20 novembre 1559), che sposò Henry Grey, 3º marchese di Dorset;
- Eleanor Brandon (1519 – 27 settembre 1547), che sposò Henry Clifford, 2º conte di Cumberland;
- Henry Brandon, I conte di Lincoln (11 marzo 1523 – 8 marzo 1534).

## Ascendenza
|                          |                                         |                                               | Genitori                              |  |  | Nonni |  |  | Bisnonni   |  |  | Trisnonni         |  |
|                          |                                         |                                               |                                       |  |  |       |  |  | Owen Tudor |  |  | Maredudd ap Tudur |  |
|                          |                                         |                                               |                                       |  |  |       |  |  | Owen Tudor |  |  | Maredudd ap Tudur |  |
|                          |                                         | Margaret ferch Dafydd                         |                                       |  |  |       |  |  | Owen Tudor |  |  |                   |  |
| Edmondo Tudor            |                                         |                                               |                                       |  |  |       |  |  | Owen Tudor |  |  |                   |  |
|                          |                                         | Caterina di Valois                            | Carlo VI di Francia                   |  |  |       |  |  |            |  |  |                   |  |
|                          |                                         | Caterina di Valois                            | Carlo VI di Francia                   |  |  |       |  |  |            |  |  |                   |  |
|                          |                                         | Caterina di Valois                            | Isabella di Baviera                   |  |  |       |  |  |            |  |  |                   |  |
| Enrico VII d'Inghilterra |                                         | Caterina di Valois                            |                                       |  |  |       |  |  |            |  |  |                   |  |
|                          |                                         | John Beaufort, I duca di Somerset             | John Beaufort, I conte di Somerset    |  |  |       |  |  |            |  |  |                   |  |
|                          |                                         | John Beaufort, I duca di Somerset             | John Beaufort, I conte di Somerset    |  |  |       |  |  |            |  |  |                   |  |
|                          |                                         | John Beaufort, I duca di Somerset             | Margaret Holland                      |  |  |       |  |  |            |  |  |                   |  |
| Margaret Beaufort        |                                         | John Beaufort, I duca di Somerset             |                                       |  |  |       |  |  |            |  |  |                   |  |
|                          |                                         | Margaret Beauchamp di Bletso                  | Roger Beauchamp, barone di Bletso     |  |  |       |  |  |            |  |  |                   |  |
|                          |                                         | Margaret Beauchamp di Bletso                  | Roger Beauchamp, barone di Bletso     |  |  |       |  |  |            |  |  |                   |  |
|                          |                                         | Margaret Beauchamp di Bletso                  | Edith Stourton                        |  |  |       |  |  |            |  |  |                   |  |
| Maria Tudor              |                                         | Margaret Beauchamp di Bletso                  |                                       |  |  |       |  |  |            |  |  |                   |  |
|                          | Riccardo Plantageneto, III duca di York | Riccardo Plantageneto, III conte di Cambridge |                                       |  |  |       |  |  |            |  |  |                   |  |
|                          | Riccardo Plantageneto, III duca di York | Riccardo Plantageneto, III conte di Cambridge |                                       |  |  |       |  |  |            |  |  |                   |  |
|                          | Riccardo Plantageneto, III duca di York | Anna Mortimer                                 |                                       |  |  |       |  |  |            |  |  |                   |  |
| Edoardo IV d'Inghilterra | Riccardo Plantageneto, III duca di York |                                               |                                       |  |  |       |  |  |            |  |  |                   |  |
|                          |                                         | Cecilia Neville                               | Ralph Neville, I conte di Westmorland |  |  |       |  |  |            |  |  |                   |  |
|                          |                                         | Cecilia Neville                               | Ralph Neville, I conte di Westmorland |  |  |       |  |  |            |  |  |                   |  |
|                          |                                         | Cecilia Neville                               | Joan Beaufort                         |  |  |       |  |  |            |  |  |                   |  |
| Elisabetta di York       |                                         | Cecilia Neville                               |                                       |  |  |       |  |  |            |  |  |                   |  |
|                          |                                         | Richard Woodville                             | Richard Wydevill                      |  |  |       |  |  |            |  |  |                   |  |
|                          |                                         | Richard Woodville                             | Richard Wydevill                      |  |  |       |  |  |            |  |  |                   |  |
|                          |                                         | Richard Woodville                             | Elizabeth Bodulgate                   |  |  |       |  |  |            |  |  |                   |  |
| Elisabetta Woodville     |                                         | Richard Woodville                             |                                       |  |  |       |  |  |            |  |  |                   |  |
|                          |                                         | Giacometta di Lussemburgo                     | Pietro I di Lussemburgo-Saint Pol     |  |  |       |  |  |            |  |  |                   |  |
|                          |                                         | Giacometta di Lussemburgo                     | Pietro I di Lussemburgo-Saint Pol     |  |  |       |  |  |            |  |  |                   |  |
|                          |                                         | Giacometta di Lussemburgo                     | Margherita Del Balzo                  |  |  |       |  |  |            |  |  |                   |  |
|                          |                                         | Giacometta di Lussemburgo                     |                                       |  |  |       |  |  |            |  |  |                   |  |